# Vapenbilden
Vapenbilden är en svensk tidskrift som ges ut av Svenska Heraldiska Föreningen (SHF) och avhandlar ämnen inom heraldik, genealogi, kulturhistoria, estetik och formgivning.
Det första året 1976 utkom endast ett nummer. 1977 till 2003 utkom två nummer årligen och sedan 2004 utkommer fyra nummer årligen. Mellan 2000 och 2002 utgavs Vapenbilden i samarbete med Heraldiska Samfundet.
Sedan 2007 utgör Meddelanden från Svenska Vapenkollegiet en bilaga till Vapenbildens februari- och septembernummer. Där publiceras de heraldiska vapen som preliminärt godkänts för upptagande i Svenskt Vapenregister.